# Nes (Noardeast-Fryslân)
Nes (370 ab. ca.) è una località sul Waddenzee (Mare del Nord) del nord-est dei Paesi Bassi, situata nella provincia della Frisia e facente parte del comune di Noardeast-Fryslân  Fino al 2018 faceva parte della soppressa municipalità di Dongeradeel mentre fino al 1984 faceva invece parte della soppressa municipalità di Westdongeradeel.

## Etimologia
Il toponimo Nes significa letteralmente "lingua di terra".

## Geografia fisica

### Collocazione
Nes si trova a 12 km a nord di Dokkum.

## Società

### Evoluzione demografica
Il villaggio di Nes conta una popolazione di circa 370 abitanti.

## Edifici e luoghi d'interesse
Tra gli edifici d'interesse, vi è la Chiesa riformata dedicata a San Giovanni, che risale alla fine del XII secolo-inizio del XIII secolo.